# Jura Bávaro
El Jura Bávaro (también "Jura del Alto Palatinado") (en alemán Bayerischer Jura, Oberpfälzer Jura) es la parte del Jura Francón que está situada en la región administrativa del Alto Palatinado (Baviera, Alemania).
Se extiende sobre los distritos de Amberg-Sulzbach, Neumarkt en el Alto Palatinado y de Ratisbona del norte, y también partes del distrito de Kelheim.
La elevación más alta del Jura Bávaro es el monte Poppberg (comunidad de Birgland).
Los ríos mayores son el río Lauterach, los ríos Laaber Blanca y Laaber Negra, y también afluentes menores del río Pegnitz.
El Jura Bávaro y el Jura Francón son partes de la cordillera del Jura.